# Demel
Hofzuckerbäckerei Demel, eller bare Der Demel, er et kendt konditori og chocolatier i Wien, hovedstaden i Østrig. Virksomheden grundlagdes i 1786 ved Michaelerplatz. I 1857 overgav August Dehne, sønnen til grundlæggeren Ludwig Dehne, virksomheden til Christof Demel, der flyttede konditoriet til Kohlmarkt, hvor Demel stadig ligger den dag i dag i den oprindelige bygning. Virksomheden, der tidligere var hofleverandør til det kejserlige og kongelige hof i Østrig-Ungarn, blev ledet af familien Demel frem til 1972, hvor Udo Proksch købte virksomheden. I 1989, efter Proksch blev arresteret, blev Raiffeisen Bank ejer af den kendte virksomhed. I 2002 overtog Do & Co virksomheden.

## External links
- Officiel hjemmeside Arkiveret 15. november 2017 hos  Wayback Machine

| Østrig | Spire Denne artikel om et firma eller en virksomhed i Østrig er en spire som bør udbygges. Du er velkommen til at hjælpe Wikipedia ved at udvide den. |

48°12′31″N 16°22′2″Ø / 48.20861°N 16.36722°Ø